# Pulau Busak
Pulau Busak är en ö i Indonesien.   Den ligger i provinsen Sulawesi Tengah, i den norra delen av landet, 1 800 km nordost om huvudstaden Jakarta. Arean är 0,18 kvadratkilometer.
Terrängen på Pulau Busak är platt. Öns högsta punkt är 39 meter över havet. Den sträcker sig 0,6 kilometer i nord-sydlig riktning, och 0,5 kilometer i öst-västlig riktning.  I omgivningarna runt Pulau Busak växer i huvudsak städsegrön lövskog.